# Ludvig Mylius-Erichsen
Pour les articles homonymes, voir Mylius.
Ludvig Mylius-Erichsen, né le 15 janvier 1872 à Viborg au Danemark et mort le 25 novembre 1907  au Groenland, est un explorateur et ethnologue danois qui participa à deux expéditions d'exploration du Groenland.

## Biographie

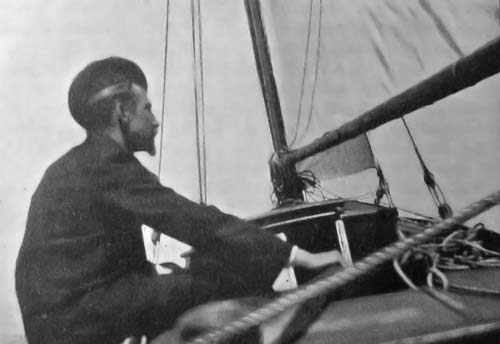
Ludvig Mylius-Erichsen en 1900.

De 1902 à 1904, il participe avec Knud Rasmussen à l'expédition danoise au Groenland connue sous le nom d'expédition littéraire du Groenland. Elle avait pour but l'étude de la langue et des coutumes des Esquimaux.
En 1906-1907, il dirige une seconde expédition dans le nord-est du Groenland : l'expédition du Danmark, visant à cartographier la côte. Il est accompagné du topographe Hög Hagen et de l'Inuit Jørgen Brønlund. Il rencontre durant le voyage Johan Peter Koch et Alfred Wegener qui reviennent vers le Sud. Malgré des vivres réduites, Erichsen espérant en la chasse, décide de continuer vers l'ouest. Il reconnaît le fjord Hagen puis le fjord de l'Indépendance et atteint le fjord Brönlund. Il va ainsi jusqu'au-delà du 80e parallèle et met fin aux doutes concernant l'insularité du Groenland.
Le 14 juin 1907, il décide de la retraite. Mais la chasse s'avère mauvaise. Les trois hommes tuent alors leurs chiens. Du 7 au 19 octobre, ils traversent péniblement le fjord de Danemark. Erichsen cherchant une route plus courte, tente de rejoindre la terre de Lambert. La côte de Holm est atteinte mais, le 15 novembre, sur le Nioghalvfjerdsbrae, Hagen meurt d'épuisement. Le 25 c'est au tour de Mylius-Erichsen. Seul Brönlund parvient à gagner la Terre de Lambert où il meurt avant d'avoir eu la force d'entamer les vivres qui y avaient été dissimulées.
Le corps de Mylius-Erichsen n'a jamais été retrouvé.

## Hommage
Cinq lieux ont été nommés en son honneur au Groenland entre 1907 et 1949.